# Pseudobryobia drummondi
Pseudobryobia drummondi är en spindeldjursart som först beskrevs av Ewing 1926.  Pseudobryobia drummondi ingår i släktet Pseudobryobia och familjen Tetranychidae. Inga underarter finns listade i Catalogue of Life.